# Tramway de Grenade à la Sierra Nevada
Le tramway de Grenade à la Sierra Nevada (tranvía de Granada a Sierra Nevada) est une ligne de chemin de fer à voie étroite située dans la province de Grenade (Espagne). Il a été en service de 1925 à 1974.

## Historique

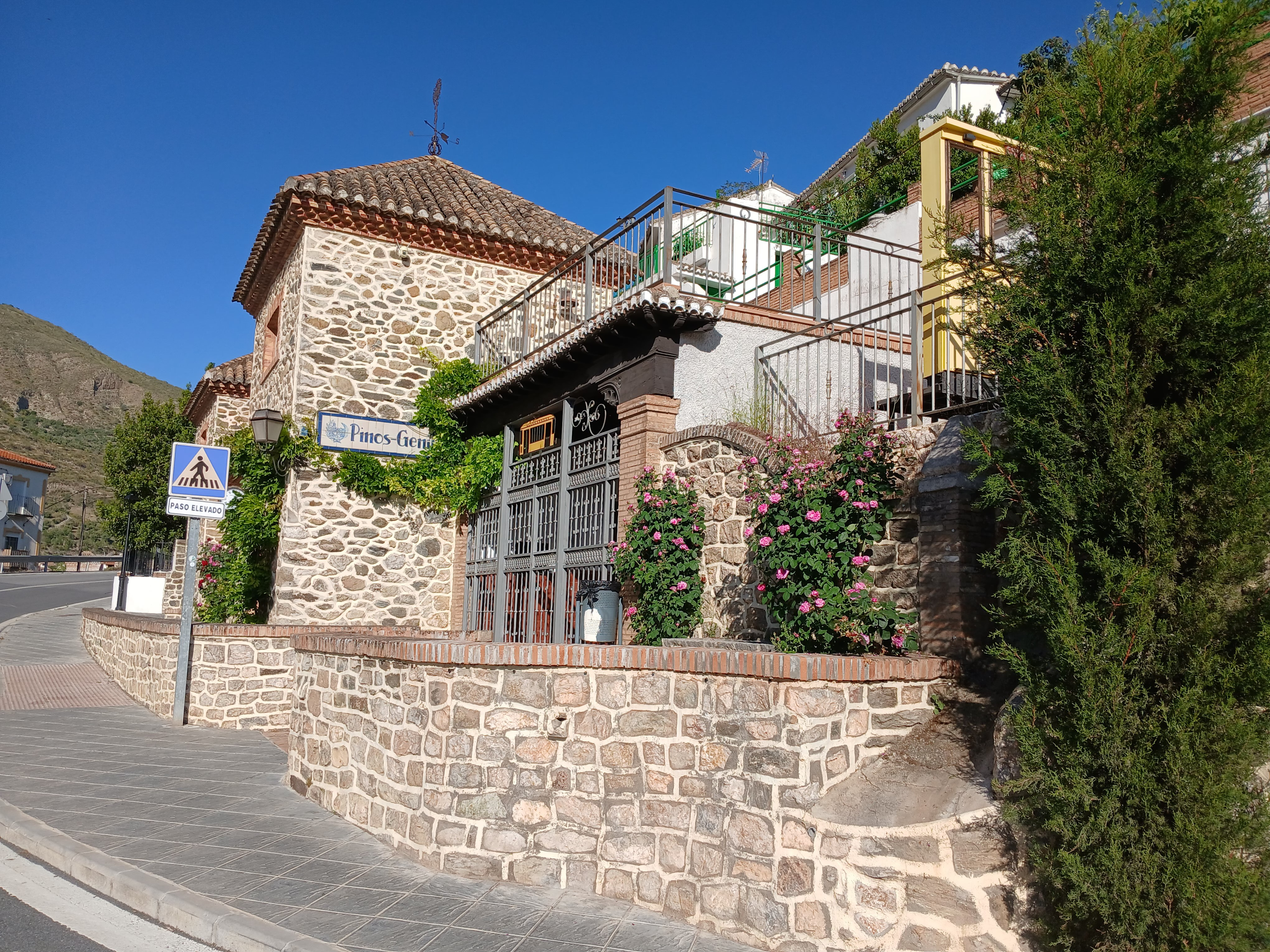
Ancienne gare de Pinos Genil abritant un "centre d'interprétation du tramway de la Sierra".

Quatre projets ont été présentés à partir de 1906 avant le projet finalement construit, dû à l'initiative de Julio Quesada Cañaveral y Piédrola, Duc de San Pedro de Galatino, avec la Sociedad Anónima del Tranvía-Ferrocarril de Granada a Sierra Nevada en 1919. Les travaux ont commencé en 1921 dans l'intention de relier la zone de las Vistillas, à Grenade, à El Charcón puis jusqu'à la station de Sierra Nevada.
Le tracé suivait le cours du rio Genil jusqu'à Maitena, en restant parallèle à la route allant de Grenade à la station de Sierra Nevada, jusqu'à la localité de Pinos Genil. Le premier tronçon entre Grenade et Güéjar-Sierra a été inauguré en février 1925, puis prolongé jusqu'à Maitena en 1927. En raison de difficultés économiques et des avatars politiques en Espagne, il a fallu attendre 1944 pour la mise en service du tronçon de Maitena à Barranco de San Juan. Il était projeté de construire un funiculaire jusqu'aux pistes de ski de la Sierra Nevada, mais cela ne s'est jamais matérialisé.
À partir de 1931, la ligne a été gérée par l'organisme Explotación de Ferrocarriles por el Estado, puis est passée en 1965 aux mains de l'entreprise Ferrocarriles españoles de Vía Estrecha (FEVE) .
Elle a pour finir été fermée le 19 janvier 1974 . Le tracé, d'une longueur de 24 kilomètres, a été partiellement inondé lors de la construction du barrage de Canales.
Les Verts ont proposé qu'un tramway moderne relie Grenade à la station de Sierra Nevada, mais cela ne s'est pas concrétisé .

## Transformation en voie verte
Un tronçon de six kilomètres, reliant Güéjar-Sierra à Barranco de San Juan a été transformé en voie verte praticable à pied ou en VTT .

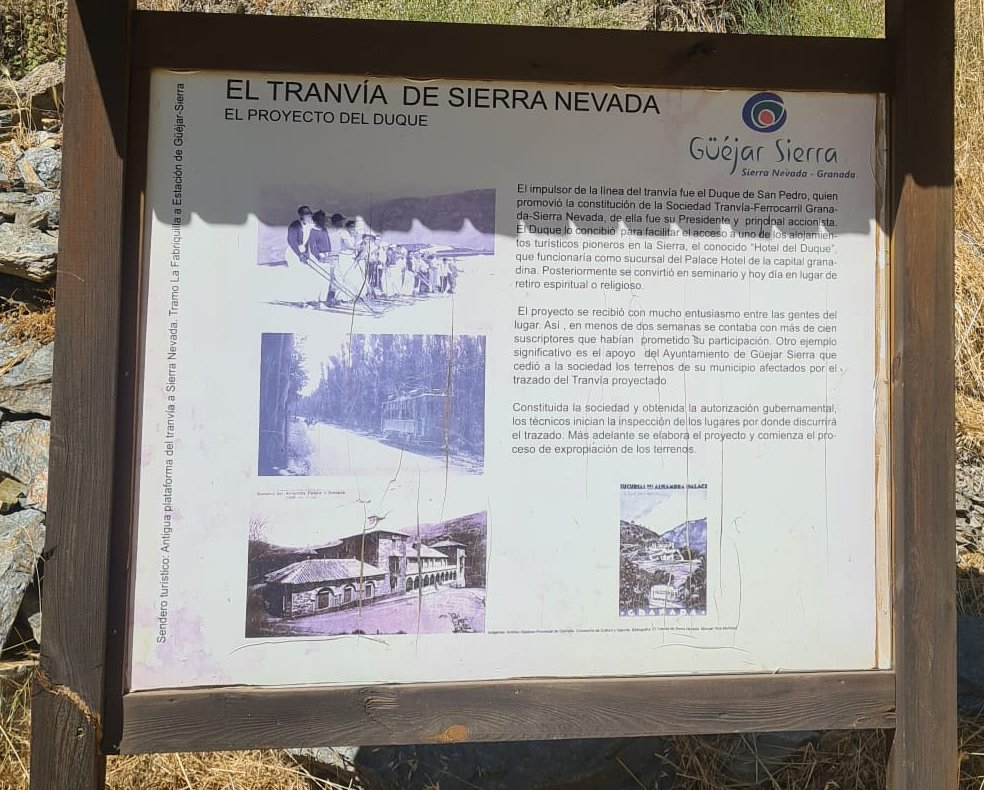
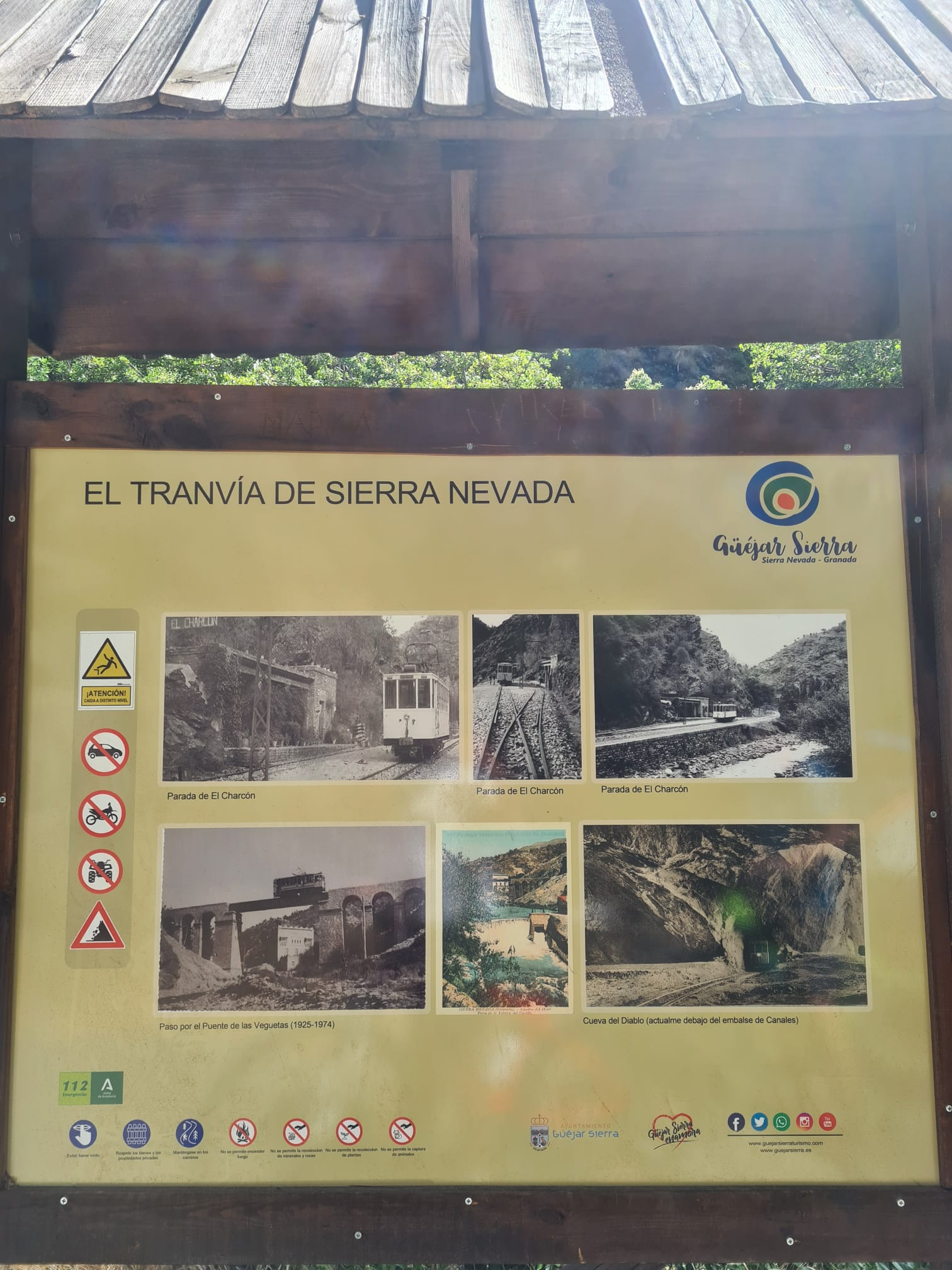
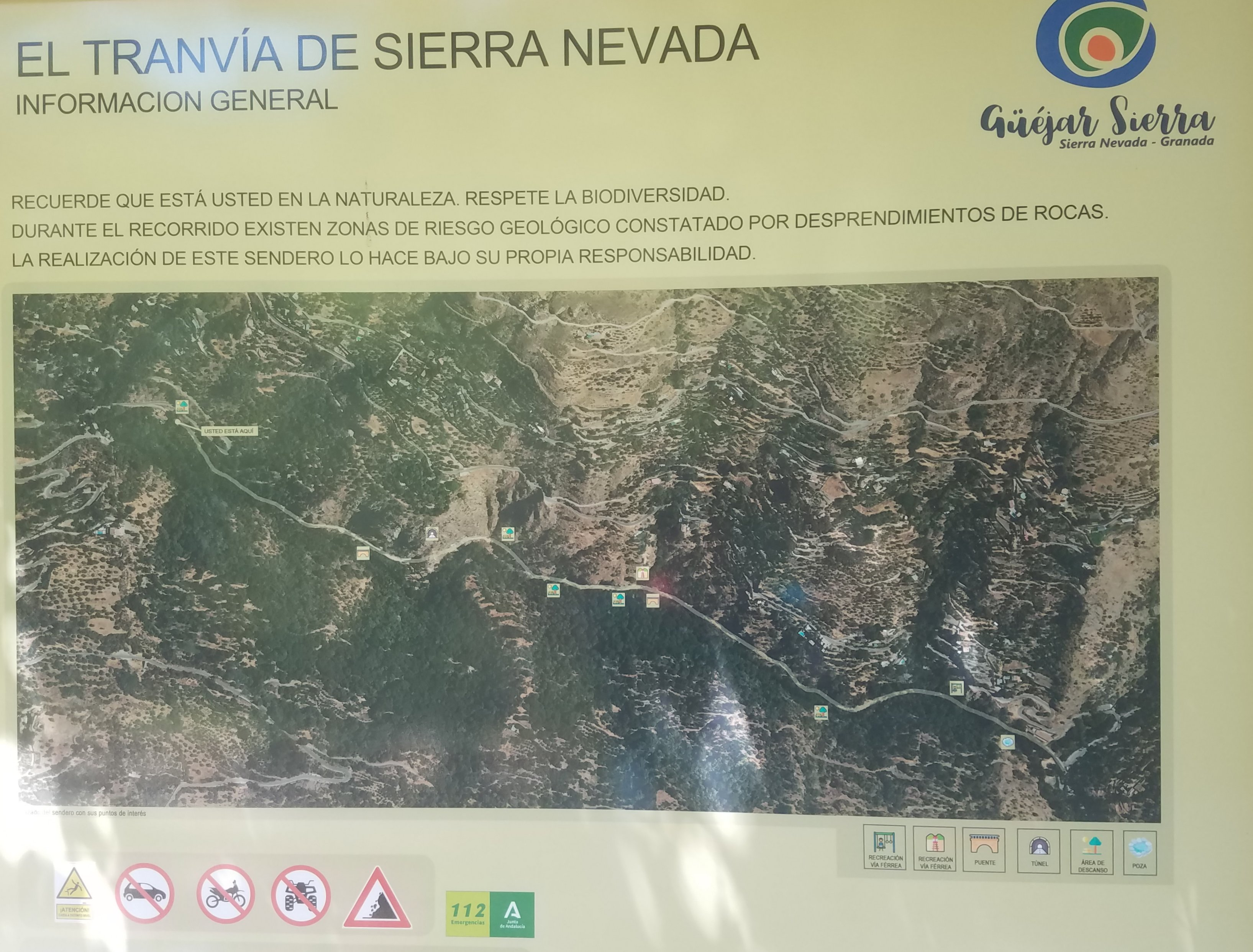
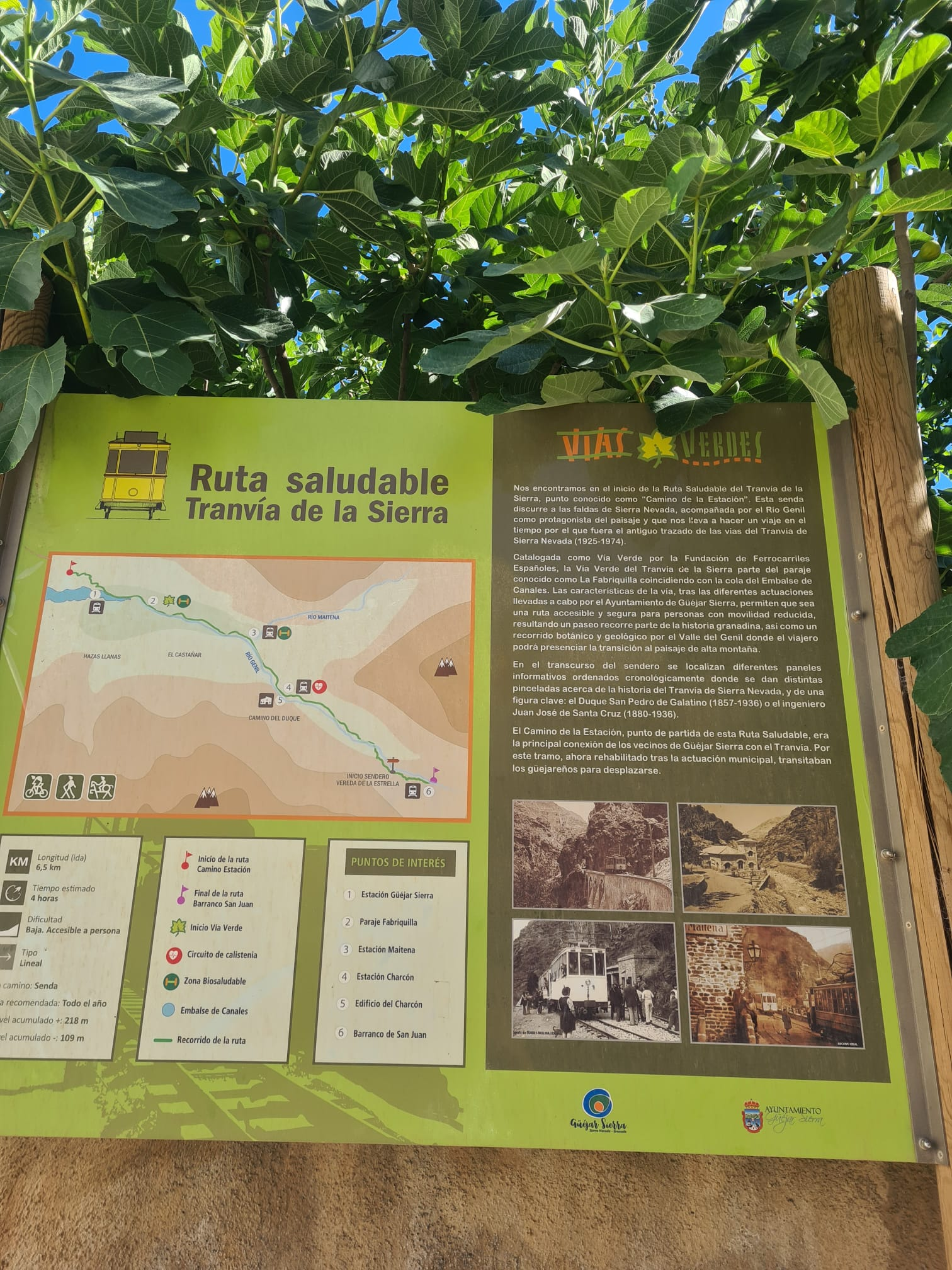
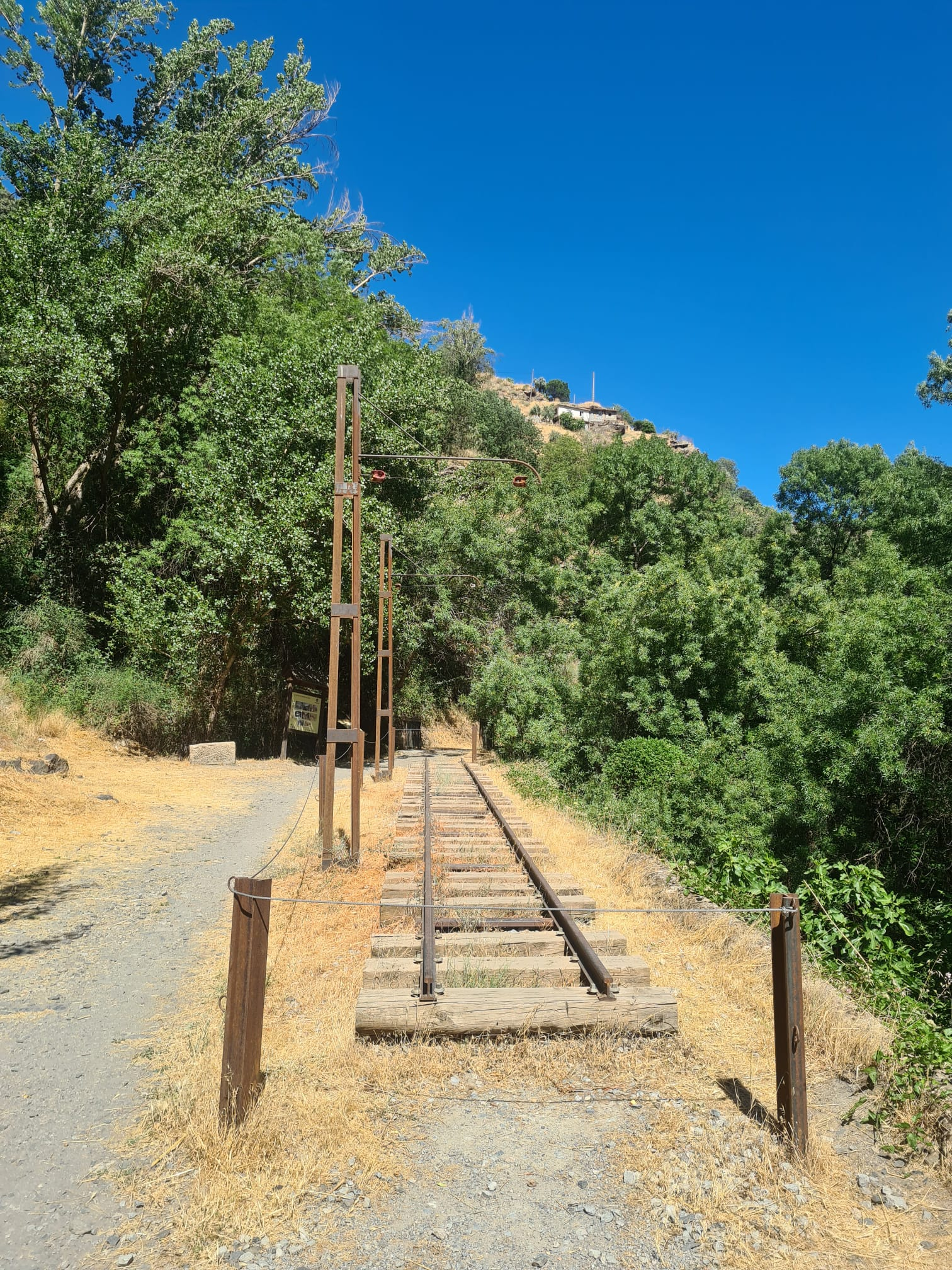
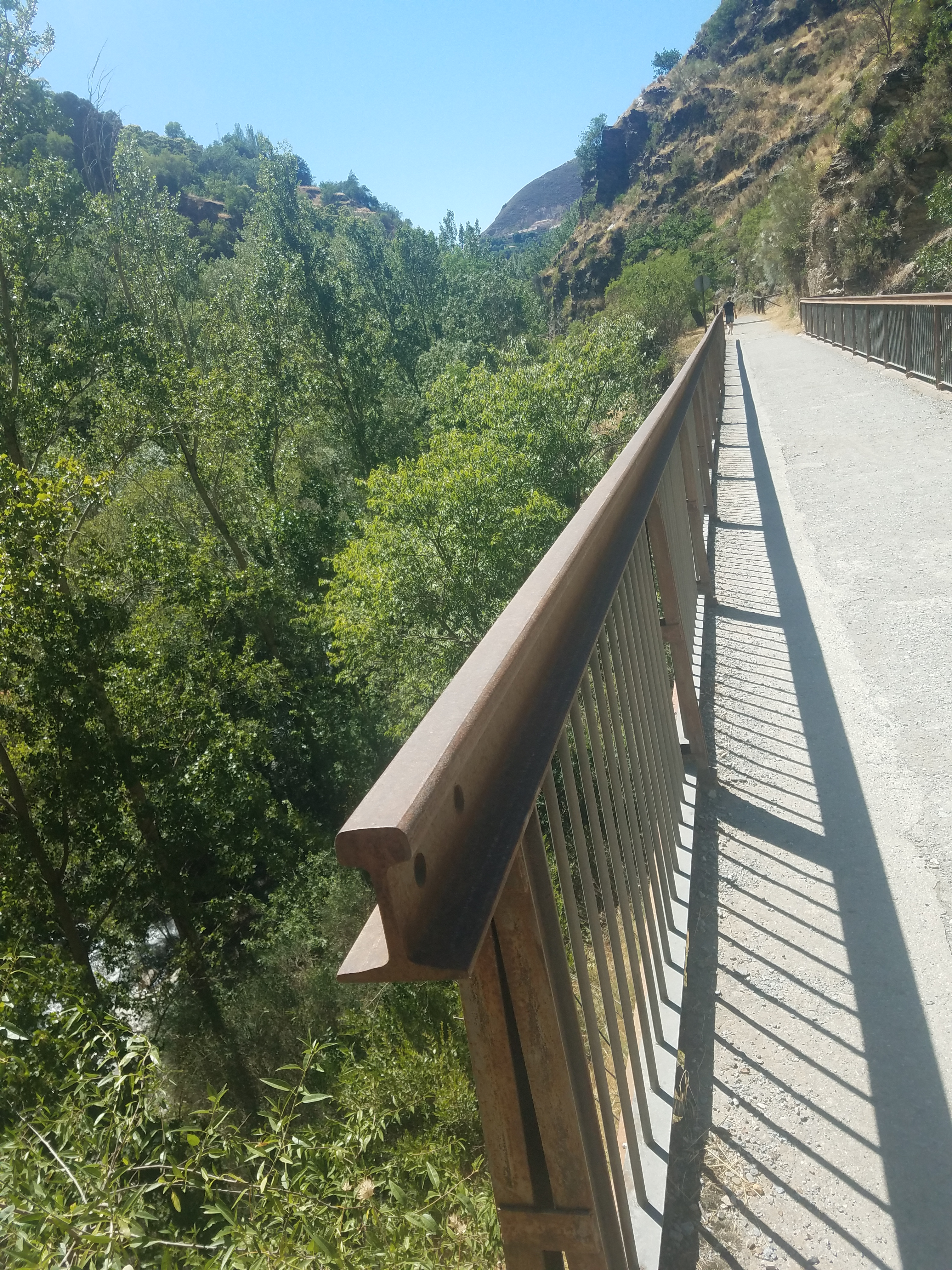
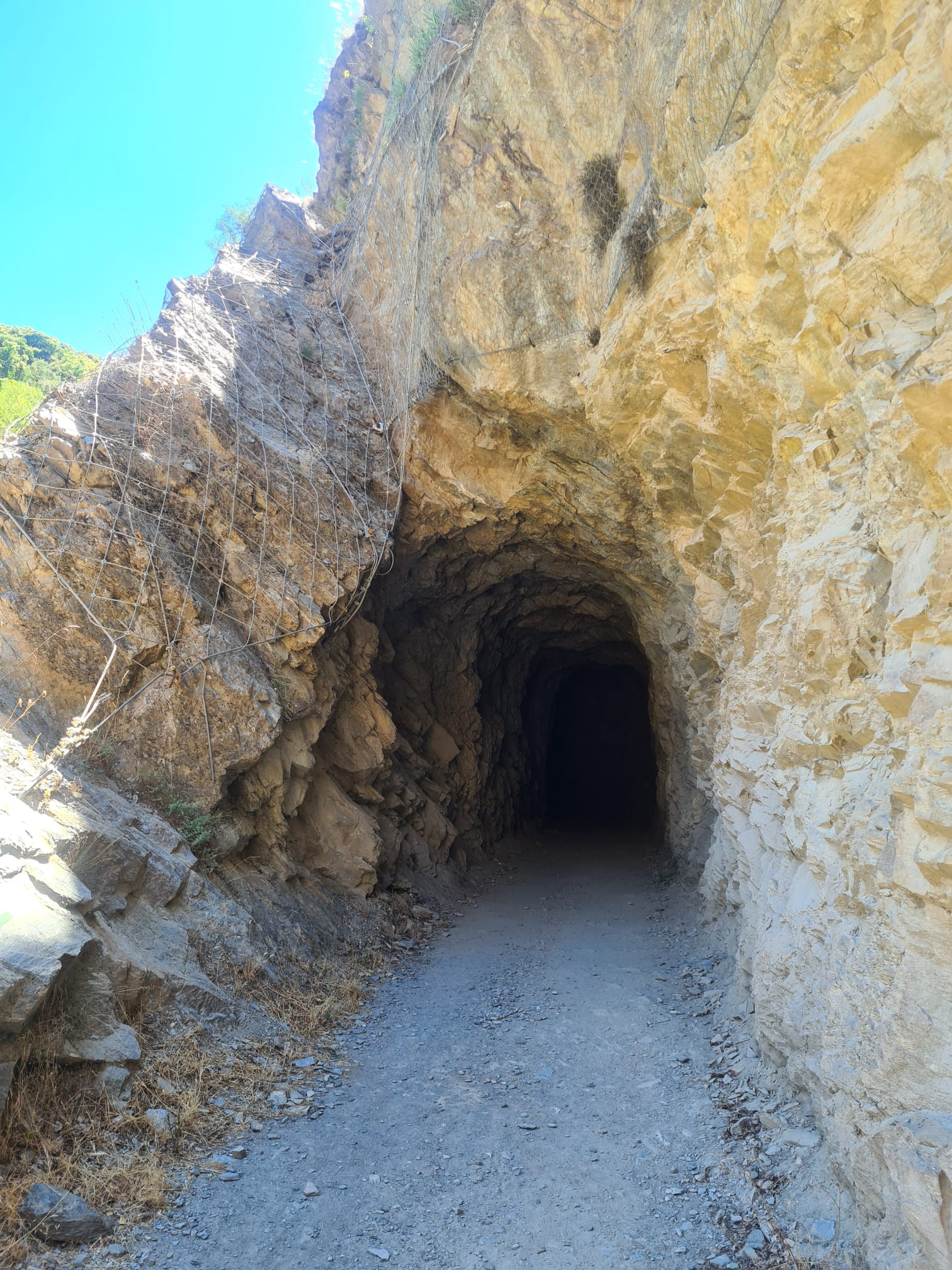